# Сауе (волость)
Са́уе (ест. Saue vald) — волость в Естонії, одиниця самоврядування в повіті Гар'юмаа, утворена під час адміністративної реформи 2017 року шляхом добровільного об'єднання міста-муніципалітету Сауе та волостей Керну, Ніссі й Сауе.

## Географічні дані
Площа волості — 628 км2 (62 761 га).
На територіях, що склали новоутворене самоврядування, станом на 1 січня 2017 року сумарна чисельність населення становила 21 260 осіб. У місті Сауе мешкав 5 731 житель, у волостях: Керну — 2 034, Ніссі — 2 834, Сауе — 10 661 особа.

## Населені пункти
Адміністративний центр — місто Сауе, де розташовуються волосні рада та управа. Також відкриті пункти надання адміністративних послуг у колишніх волосних центрах: Лааґрі, Рійзіпере та Гайба.
До складу волості входять населені пункти:
— місто без статусу самоврядування (vallasisene linn) Сауе;
— 3 селища (alevik): Лааґрі (Laagri), Рійзіпере (Riisipere), Турба (Turba);
— 50 сіл (küla):
Айла (Aila), Алліка (Allika), Алліку (Alliku), Ауде (Aude), Валінґу (Valingu), Ванамийза (Vanamõisa), Вансі (Vansi), Ватсла (Vatsla), Вілумяе (Vilumäe), Вірукюла (Viruküla), Гайба (Haiba), Гінґу (Hingu), Гюйру (Hüüru), Еесмяе (Ääsmäe), Елламаа (Ellamaa), Йиґісоо (Jõgisoo), Каазіку (Kaasiku), Кабіла (Kabila), Керну (Kernu), Кібуна (Kibuna), Ківітаммі (Kivitammi), Кійа (Kiia), Кірікла (Kirikla), Когату (Kohatu), Койду (Koidu), Коппелмаа (Koppelmaa), Кустья (Kustja), Лайтсе (Laitse), Легету (Lehetu), Лепасте (Lepaste), Маділа (Madila), Майдла (Maidla), Метсанурґа (Metsanurga), Минусте (Mõnuste), Муналаскме (Munalaskme), Мусту (Mustu), Муузіка (Muusika), Нурме (Nurme), Одулемма (Odulemma), Погла (Pohla), Пюга (Püha), Пяллу (Pällu), Пярінурме (Pärinurme), Руйла (Ruila), Сійміка (Siimika), Табара (Tabara), Таґаметса (Tagametsa), Туула (Tuula), Юр'ясте (Ürjaste), Яаніка (Jaanika).

## Історія
21 липня 2016 року на підставі Закону про адміністративний поділ території Естонії Уряд Республіки прийняв постанову № 82 про утворення нової адміністративної одиниці — волості Сауе — шляхом об'єднання територій міського самоврядування Сауе й трьох волостей: Керну, Ніссі й Сауе. Зміни в адміністративно-територіальному устрої, відповідно до постанови, мали набрати чинності з дня оголошення результатів виборів до ради нового самоврядування.
15 жовтня 2017 року в Естонії відбулися вибори в органи місцевої влади. Утворення волості Сауе набуло чинності 24 жовтня 2017 року. Місто Сауе, що втратило статус самоврядування, і волості Керну та Ніссі вилучені з «Переліку адміністративних одиниць на території Естонії».

## Керівництво волості
Старійшина
- 2017 — … Андрес Лайск (Andres Laisk)

Голова волосної ради
- 2017 — … Гаррі Паюнді (Harry Pajundi)

## Пам'ятки природи
На території волості засновані природні заповідники: Сууре-Ару, Руйла, Орк'ярве, Алема та ландшафтний заповідник Валґеярве.